# Hala Aleksandar Nikolić
La Hala Aleksandar Nikolić (en serbe : Хала Александар Николић) ou Hala Pionir, est une salle omnisports située à Belgrade, la capitale de la Serbie ; elle se trouve dans la municipalité de Palilula. De 1973 à 2016, la salle porte officiellement le nom Hala Pionir mais, malgré le changement de nom officiel en 2016, le nom Hala Pionir perdure.
Elle accueille plusieurs matchs préliminaires du Championnat d'Europe de basket-ball 2005.

## Présentation
La Hala Aleksandar Nikolić est inaugurée le 1er juin 1973 ; elle peut accueillir 8 150 spectateurs.
La salle est réputée pour être une des salles avec l'une des plus incroyable ambiance en Europe, surtout lors des rencontres européennes en basket-ball, ou des derbys entre l'Étoile rouge et le Partizan.
À partir d'octobre 2023, les clubs israéliens ne peuvent plus jouer dans leurs salles habituelles en raison de la guerre entre Israël et le Hamas. Le Maccabi Tel-Aviv joue ses rencontres « à domicile » d'Euroligue à la Hala Pionir (et à huis clos).

## Violences à la Hala Pionir
- Violences entre les supporters de l'Étoile rouge de Belgrade et ceux du PAOK Thessaloniki, match du 6 décembre 2006 (vidéo)
- (en) Article du Herald Tribune commentant les événements